# Юсово (Кирилловский район)
Юсово — деревня в Кирилловском районе Вологодской области.
Входит в состав Талицкого сельского поселения, с точки зрения административно-территориального деления — в Колкачский сельсовет.
Расстояние до районного центра Кириллова по автодороге — 57,9 км, до центра муниципального образования Талиц по прямой — 4 км. Ближайшие населённые пункты — Малышкино, Лопошилово, Рогово, Талашманиха, Дергаево.
По переписи 2002 года население — 2 человека.